# Francesco Caetani
Francesco Caetani (Anagni, h. 1256-Aviñón, 16 de mayo de 1317) fue un cardenal italiano. 

## Biografía
Hijo de Goffredo y de Elisabetta Orsini, era miembro de la poderosa familia de los Caetani, que alcanzó la cumbre de su poder cuando fue elegido papa Bonifacio VIII, tío de Francesco. Otros miembros de la familia se convirtieron en cardenales, entre ellos Giacomo Tomasi Caetani, Giacomo Caetani Stefaneschi y Benedetto Caetani.
Siendo joven, se casó con Maria, hermana de Rinaldo señor de Supino, consiguiendo así que los Caetani se aliaran con otra familia feudal de la Campaña romana, pero luego, en una fecha no determinada, se dedicó a la carrera eclesiástica.
Fue nombrado cardenal por su tío, el papa Bonifacio VIII, el 17 de diciembre de 1295 con el título de Santa Maria in Cosmedin. Inició una importante restauración de la iglesia de su título; su principal intervención fue la construcción del nuevo ciborio, obra del arquitecto de Deodato di Cosma, en cuyo centro fue puesto el escudo de los Caetani.
El 7 de septiembre de 1303 se encontraba en su palacio de Anagni, cuando la ciudad fue ocupada por los enemigos del papa; incluso su palacio fue tomado al asalto, pero lograron salir y huir, alcanzar Torre y ahí reunir tropas: dos días después, junto con el sobrino Benedetto, también él huido de Anagni, volvió a entrar en la ciudad con sus soldados y liberó al papa.
Participó en el cónclave de 1303 que eligió al papa Benedicto XI, cuya elección fue probablemente apoyada por los Caetani, de hecho la familia siguió recibiendo privilegios pontificios y el cardenal siguió siendo un miembro influyente de la Curia.
Participó en el cónclave de 1304-05, que tuvo lugar en Perugia y que eligió al papa Clemente V. El cónclave fue muy disputado: se encontraron dos partidos, el primero sostenía al cardenal Matteo Rosso Orsini contra el del cardenal Napoleone Orsini y del relato de los emisarios aragoneses resulta que los Caetani apoyaban al primero.
Participó en el cónclave de 1314-16 que eligió al papa Juan XXII y, según los emisarios aragoneses, fue uno de los principales artífices de la elección del nuevo papa.